# Sarai Aquil
Sarai Aquil è una suddivisione dell'India, classificata come nagar panchayat, di 15.719 abitanti, situata nel distretto di Kaushambi, nello stato federato dell'Uttar Pradesh.